# 鎮守の森

水田に囲まれた鎮守の森（兵庫県丹波篠山市川北、春日神社）。日本の稲作地帯では、現在でも同様の景観が広く見られる

鎮守の森（ちんじゅのもり）とは、日本において、神社（鎮守神）に付随して境内やその周辺に、神殿や参道、拝所を囲むように設定・維持されている森林である。鎮守の杜とも。
古神道における神奈備（かむなび・かんなび）という神が鎮座する森のことで、神代・上代（かみしろ）ともいう。

## その意味
鎮守の森というのは、多くの神社を囲むようにして存在した森林のことで、杜の字をあてることも多い。「神社」と書いて「もり」と読ませている例もあり、古神道から神社神道が派生したことがうかがえる。また、｢社叢」（しゃそう）と称されることも多い。
現代において、神社神道の神体は本殿や拝殿などの、注連縄の張られた「社」であり、それを囲むものが鎮守の森であると理解されている。本来の神道の源流である古神道には、神籬（ひもろぎ）・磐座（いわくら）信仰があり、森林や森林に覆われた土地、山岳（霊峰富士など）・巨石や海や河川（岩礁や滝など特徴的な場所）など自然そのものが信仰の対象になっている。神社境内や山中では、幹・枝ぶりが特徴的な樹木や巨木が神木と崇められている例も多い。
神社神道の神社も、元々はこのような神域や、常世（とこよ）と現世（うつしよ）の端境と考えられた、神籬や磐座のある場所に建立されたものがほとんどで、境内に神体としての神木や霊石なども見ることができる。そして古神道そのままに、奈良県の三輪山を信仰する大神神社のように山そのものが御神体、神霊の依り代とされる神社は今日でも各地に見られる。なかには本殿や拝殿さえ存在しない神社もあり、森林やその丘を神体としているものなどがあり、日本の自然崇拝・精霊崇拝でもある古神道を今に伝えている。
宮脇昭によれば、「鎮守の森」は国際植生学会では学術用語として用いられるという。

### 人工的に作られた例
これらと逆に、神社のために鎮守の森が作られた例もある。特に有名なのが明治神宮である。台湾などからの献木で持ち込まれた樹種もあるが、基本方針として本来その地にあるべき植生（潜在自然植生）に配慮し、将来的には天然更新によって、自然な鎮守の森らしくなるよう計画されたものである。なお、春日山は、世界遺産に登録される際、この点が考慮されて自然遺産ではなく、文化遺産とされた。

## 植生
鎮守の森は、古くからそのような姿で保存されてきたと考えられている。したがって、その森林植生は、その地域の本来の植生、いわゆる原植生を残していると考えられる。周辺の自然が破壊されていることが多い現在では、鎮守の森が、かつてのその地域の自然を知るための数少ない手掛かりとなっていることも多い。そのような意味から、日本の森林生態学では鎮守の森は重視され、神社林、あるいは社寺林（しゃじりん）と呼ばれ、よく調査の対象とされる。その過程で貴重さが確かめられ、天然記念物等の形で保護を受ける例も多い。そのような意味では、沖縄に於ける御嶽に付随する森林も同様なものである。
ただし、完全に昔の植生を残しているとは考えない方がよい。周辺が開発され、鎮守の森だけが孤立して残れば、元々は広く連続していた植生が小さく切り取られたことになる。その結果、面積が小さくなるから、それによって個体群を維持できない種も出てくることは大いにあり得る。地形的に渓流沿いなどは含まれないこともあり、古来には存在した群落からは失われる部分も多い。また、それに伴う乾燥化等も生じる。それによって変化する部分もあり、新たに侵入する種もある。たとえば神社によく見られるクスノキは、本来は日本の中南部の森林にあったものではないと考えられている。また、ケヤキやムクノキなどの落葉樹も、本州中部の平地以南では、極相林にはあまり出現しないはずのものである。
さらに、こうした分断化された植生では、そこを生活場所とする動物の行動圏が個体群を維持するのに十分なだけ確保できないことが多く、植物群落以上に動物群集の劣化は進んでいると考えられる。植物は花粉媒介、種子散布などに特定の動物を必要とするものが多いため、こうした動物群集の劣化はさまざまな形で植生そのものの変質にかかわっているとも言える。
また、直接的な人間の手による撹乱も行われる。境内には野生でない植物の植栽が行われることがよくある。また、森林内で木が倒れた場合に、それによって生じた隙間（生態学用語で言うギャップ）を、スギやヒノキなどを植え込むことで埋められることもよくある。近世の段階で、境内における林野資源の利用が進んでいたという報告もある。近年では、森林の下刈りや落ち葉掻きを行う場所もあるが、このような手入れは薪炭林や人工林ならいざ知らず、自然の森林でこれを行えば荒廃を進行させるものである。あるいは周囲から削られたり、道路の拡張などによって森林の周囲が刈られたりすることがままある。その場合、マント群落やソデ群落を失った森林は林床の乾燥などを引き起こして荒廃しやすい。また、その部分の修復にコンクリート吹きつけなど、安易で自然回復の見込めない方法を使うことが増えている。
それでもなお、いわゆる里山とは異なり、身近な森林でありながらも、人間の利用のために手を入れられる森林とは一線を画する扱いを受け、一定の存在感をもつ森であり続けて来たものである。

## 衰退
近現代では、神道の神々に対する信仰が抽象思考化したこともあって、鬱蒼とした鎮守の森そのものに対する崇敬の念は薄れ、氏子などの信仰者にとって神社の森は必ずしも必要なものとは考えられないことも多くなっている。中核となる神社が篤く崇敬されて社叢林も保持される例（上記の明治神宮のほか、京都市の糺の森など）がある一方で、道路改修や農地・宅地開発、保育所など公共施設の用地確保の際に鎮守の森が削られることも多かった。特に市街地では、森が全く失われる例もある。完全に鳥居と本殿のみからなる神社も存在し、本来の自然崇拝を背景とした神社の意味は大きく薄れた。
さかのぼれば、明治以前は集落ごとに大小様々な神社があり、その多くに鎮守の森があった。これが大いに減少させられたのが、いわゆる神社合祀令である。この結果、多くの神社が廃止されると同時に、そこにあった鎮守の森は伐採された。南方熊楠は、当時からこの伐採による大規模な自然破壊を危惧し、神社合祀に反対している。
神社合祀は神社を行政村1つにつき1つだけに整理することにより、土着の信仰を国家神道に組み込むために行われたものだが、一説には、その木材資源、あるいはそれに伴う副産物（樟脳など）の利権的獲得が目的であったとも言われる。特に本州中部以南の神社には、クスノキやタブノキなどの大木が多く、これが高額で扱われたのではないかとの説がある。
また、細かい点で言えば、古くは神社の神木にはよく着いていたフウランやセッコクの大株が、山野草ブームのあおりでほとんど見られなくなっている。似た例は昔もあったようで、南方熊楠は和歌山県のある神社で立派な着生ランの大株を見つけ、喜んでこれを神主に説明したところ、神主はこれを大いに宣伝した。これに対して、「せっかくの珍しいものを、そのように宣伝するとは。盗まれてしまう」と腹を立てた文が残っている。

## 再評価と再生
太平洋戦争後は国家神道の統制でなく、国土開発の一環として、鎮守の森を含む多くの森林が伐採された。その後、行き過ぎた開発への反省、過疎とバブル経済崩壊による土地不足の緩和・解消により、森林など緑地を保全・再生しようという機運が高まって、ナショナルトラスト運動などに繋がっている。鎮守の森についても、上記のような生態系保全という観点だけでなく、住民・観光客にとっての行楽や癒しの場、東日本大震災（2011年）で津波の勢いを減衰させた防潮林としての役割が注目され、維持・再生に向けた運動が行われている。